# Il paese chiuso
Il paese chiuso (titolo originale Ici Même, "Proprio qui") è un romanzo grafico dei francesi Jean-Claude Forest, autore della sceneggiatura, e Jacques Tardi, realizzatore dei disegni.
La storia a fumetti fu pubblicata originariamente sulla rivista À Suivre nel 1978 e fu raccolta poi in volume presso l'editore Casterman nel 1979.

## Trama
A Montetetro (in originale Mornemont), Arturo Dall'Alto vive sui muri che dividono i vari appezzamenti di terreno. Spossessato delle terre della sua famiglia ad opera degli abitanti del luogo, non ha potuto recuperare altro che i muri divisori e i cancelli, che apre riscuotendo un pedaggio. Con l'aiuto dei suoi avvocati conta di recuperare i suoi beni, biasimando la perfidia dei suoi vicini desiderosi di sbarazzarsi di colui che considerano un piantagrane. 
Il Presidente della Repubblica apprende dal suo consigliere Brevillacci la storia di Montetetro, che un tempo era infeudato al marchese Dompleix che aveva reso dei grandi servigi alla corona. Il Presidente, preoccupato per un altamente probabile insuccesso elettorale, decide di proclamare Montetetro una «città-stato» indipendente, inventandosi che il re dell'epoca avrebbe concesso al marchese la piena sovranità sul paese: la sua intenzione sarebbe d'installarsi a Montetetro per preparare la riscossa sui suoi oppositori. 
Nel frattempo, Arturo vede riconosciuti dal tribunale i suoi diritti su Montetetro, al che i suoi vicini, furiosi, si riuniscono per linciarlo, ma sono bloccati dalle truppe giunte per mettere in opera il piano del Presidente, le quali fanno sgomberare il paese adducendo la causa di un'inesistente epidemia. L'esito delle elezioni, tuttavia, arride inaspettatamente al Presidente, che decide allora di annullare il riconoscimento della sovranità di Montetetro. L'ignaro Arturo, che finalmente si è liberato dell'incombenza di aprire e chiudere i cancelli, decide di partire per vedere il mondo assieme a Giulia, la ragazza di cui si è invaghito; questa però, dopo averlo spronato a partire, si rifiuta successivamente di andare con lui, sostenendo di non essere stata debitamente consultata. Ne scaturisce una lite tra i due; Arturo lascia Montetetro sulla sua barca a remi, dopo aver gettato Giulia fuori bordo.

## Personaggi
In corsivo i nomi originali.
- Arturo Dall'Alto (Arthur Même), giovane allampanato in completo nero e cappello a bombetta, che spesso parla da solo e finge di telefonare alla madre, morta da molti anni.
- Il droghiere, fornitore di generi alimentari di Arturo. Attraversa il lago su un battello a vapore per arrivare a Montetetro e affonda con la sua nave quando questa imbarca acqua.
- Giulia Magliulo (Julie Maillard), ragazza accorta e graziosa, piuttosto scaltra; Arturo se n'invaghisce. Si adombra il fatto che sia stata adottata dalla famiglia Magliulo, ma ciò non viene chiarito definitivamente.
- Il signor presidente Faina (Monsieur le Bâtonnier Roubillard), che si occupa della causa di Arturo contro gli abitanti di Montetetro.
- Il presidente della repubblica. È lui ad avere l'idea di fare di Montetetro uno stato indipendente.
- Brevillacci (Baudricourt), capo di gabinetto.
- Marcello Magliulo (Marcel Maillard), fratello minore di Giulia.
- Quattro-Settembre (Quatre-Septembre), organizzatore d'orge e ruffiano.
- Il marchese Gian Maria Dompleix (le Marquis Jean-Marie Dompleix), antenato di Arturo Dall'Alto.
- L'avvocato Paletò (Maître Paletot), avvocato di Arturo.
- Il ragazzino del Fondo (le petit garçon du Bout), bambino di cui Arturo diventa amico. Dopo l'arrivo delle truppe viene fatto evacuare con la sua famiglia, e regala ad Arturo un libro a fumetti di Topolino a cui tiene tantissimo, e che Giulia getterà in acqua dalla barca di Arturo, provocandone la reazione furibonda.

## Genesi dell'opera
Lo sceneggiatore Jean-Claude Forest aveva iniziato a immaginare la storia in questione una decina d'anni prima, dopo l'uscita del film Barbarella, adattamento del suo fumetto. 
Egli spiega nella sua prefazione che il lavoro con Jacques Tardi procedette senza discussioni sulla sceneggiatura, in un'intesa perfetta a partire dal momento in cui avevano deciso di lavorare insieme su questo fumetto.

Sottolinea inoltre la libertà di cui beneficiarono da parte della rivista: 

## Storia editoriale

### Rivista
Ici Même apparve sulla rivista À Suivre dal numero 1 del febbraio 1978 al numero 12 del gennaio 1979.

### Volumi
Il fumetto uscì come volume unico presso l'editore Casterman nella collana «les romans (A SUIVRE)» nel 1979, con una prefazione di Jean-Claude Forest. È stata ripubblicata in formato tascabile presso J'ai lu nel 1988. L'album in grande formato riappare nella collana «Classiques» di Casterman nel 2003 con una nuova copertina, poi nel 2006 con una diversa presentazione.

### Traduzioni
L'albo è stato tradotto in spagnolo dell'editore Laertes col titolo Aquí Même nel 1981. La Norma Editorial lo ripubblica nel novembre 2005 nella Colección BN.
L'albo è stato tradotto in inglese da Kim Thompson col titolo You Are There e pubblicato dalle edizioni Fantagraphics nel 2009.
L'opera è apparsa in Italia nel 1980, col titolo Il paese chiuso in un volume della collana Le nuvole per le edizioni L'isola trovata di Bologna, tradotto da Gabriella Giardino con la prefazione originale di Forest.

## Riconoscimenti
- 1980: Premio al miglior sceneggiatore al festival d'Angoulême.

## Adattamenti
Il fumetto fu oggetto di un adattamento teatrale da parte della Compagnie Théâtre en kit a Nancy nel 1985, poi della compagnia Abribus a Grenoble nel 2001.

## Edizioni italiane
- Jean-Claude Forest e Jacques Tardi, Il paese chiuso, collana Le nuvole, traduzione di Gabriella Giardino, Bologna, L'isola trovata, 1980.